# Tiago Monteiro
Tiago Vagaroso da Costa Monteiro, född 24 juli 1976 i Porto, är en portugisisk racerförare.  Monteiro tävlade i Formel 1 säsongerna 2005 och 2006.

## Racingkarriär
Monteiro inspirerades av sin far att börja med racing, och körde 1997 i franska Porsche Carrera Cup. Han tog fem segrar och fem pole position och vann därmed B-klassen och blev årets rookie. 1998 gick han vidare till det Franska F3-mästerskapet och slutade tolva totalt. Han blev även här årets rookie. Han fortsatte i mästerskapet 1999 och tog en vinst och tre andra pallplatser för att sluta på en sjätte plats totalt. Han tävlade också i Le Mans 24-timmars och slutade 16:e totalt och sexa i GT2-klassen. På International Renault Finals, som kördes på Circuito do Estoril, lyckades Monteiro vinna loppet efter att ha tagit pole position och satt det snabbaste varvet på loppet. 
2000 tävlade Monteiro återigen i franska F3-mästerskapet. Den här gången slutade han tvåa i mästerskapet efter att ha tagit fyra vinster under säsongen. Han deltog också i det europeiska Formula 3-mästerskapet och slutade på andra plats totalt med en vinst på Circuit de Spa-Francorchamps. Han deltog också i några enstaka tävlingar, bland annat i Korea Super Prix, där han kom tvåa, och på det berömda Macaus Grand Prix, där han kom nia. På tävlingen Lamborghini Super Trophy klarade han av att sätta det snabbaste varvet på Circuit de Nevers Magny-Cours, och på Laguna Seca tog han både pole position och hade det snabbaste varvet. 2001 slutade Monteiro återigen på andra plats totalt i det franska F3-mästerskapet efter att ha tagit sex pole position, fyra vinster och fyra podieplaceringar. Han tävlade också i det franska GT-mästerskapet. Han lyckades i GTB-klassen ta fyra pole position, två vinster i sin klass och fem podieplaceringar. Han gjorde ett gästspel i Formula France-serien och tog där vinsten i båda heaten. Han ställde även upp i Andros Trophy, ett isracinglopp. Han satte ett snabbaste varv och hade som bäst en fjärde plats. 
2002 flyttade han upp till formel 3000 med stallet Super Nova Racing. Han tog fem topptio placeringar och slutade sammanlagt på tolfte plats i mästerskapet. Han genomförde även Renault F1 Driver Development Scheme och fick en försmak av formel 1 när han testkörde för Renault på Circuit de Catalunya. 2003 gick han över till Champ Car med Fittipaldi Dingman Racing och tog en pole position i loppet i Mexico City och ledde loppen i Saint Petersburg och Mid-Ohio. När säsongen var slut hade Monteiro tio topp tio placeringar och hade tagit 29 poäng för att komma på 15:e plats i mästerskapet. 2004 tävlade Monteiro i World Series by Nissan med Carlin Motorsport. Han kom, efter att vunnit fem lopp, tvåa i serien. Monteiro var samtidigt testförare i Minardi.
Monteiro debuterade i Formel 1 säsongen 2005 som försteförare i Jordan. Hans stallkamrat blev Narain Karthikeyan, en annan förare från World Series by Nissan. Monteiro tog en tredjeplats i skandalloppet i USA 2005 och en åttondeplats i Belgien och blev efter säsongen utsedd till årets rookie. Monteiro tog sig i mål i alla lopp, förutom det i Brasilien. 
Säsongen 2006 körde han för MF1 Racing, som senare under säsongen blev Spyker, tillsammans med den nederländske föraren Christijan Albers. Monteiro kom som bäst under säsongen på en niondeplats i Ungern. Säsongen 2007 ersattes Monteiro av tysken Adrian Sutil, som var en av stallets testförare året innan.
Monteiro satsade istället på World Touring Car Championship säsongen 2007 med SEAT, och han gjorde en fullt godkänd debutsäsong, med bland annat en pole position. Säsongen 2008 vann han två race, bland annat hans största i karriären, på hemmabanan Autódromo do Estoril. Han var dock för ojämn för att ta någon titel.

## F1-karriär
| Säsong | Stall/Tillverkare | Poäng | Placering |
| ------ | ----------------- | ----- | --------- |
| 2005   | Jordan-Toyota     | 7     | 16        |
| 2006   | MF1-Toyota        | 0     | –         |

| 1. USA 2005 | 1. Tyskland 2006 |